# Ifianassa (figlia di Preto)
Ifianassa  (in greco antico Ίφιάνασσα Iphiànassa) o Cirianassa nella mitologia greca era il nome di una delle figlie di Stenebea e di Preto il re di Argo ed in seguito sovrano di Tirinto.

## Il mito
Aveva due sorelle, Lisippa ed Ifinoe insieme venivano chiamate le Pretidi.
Di lei e delle sue sorelle si racconta in occasione dell'incontro con Melampo. Le tre sorelle erano uscite di senno e il loro padre disperato fino a quando Melampo, il primo medico come citato nei racconti, venne nel suo paese, incontratele riuscì a guarirle. Ifianassa andò in sposa al medico da cui ebbe i figli, Abante, Mantio, Antifate e Pronoe.